# The Private Press
A The Private Press DJ Shadow 2002-es lemeze.

## Számok
1. (Letter from Home) – 1:09
2. "Fixed Income" – 4:49
3. "Un Autre Introduction" – 0:44
4. "Walkie Talkie" – 2:27
5. "Giving Up the Ghost" – 6:30
6. "Six Days" – 5:02
7. "Mongrel…" – 2:20
8. "…Meets His Maker" – 3:02
9. "Right Thing/Gdmfsob" – 4:20
10. "Monosylabik" – 6:46
11. "Mashin' on the Motorway" – 2:58
12. "Blood on the Motorway" – 9:21
13. "You Can't Go Home Again" – 7:03
14. (Letter from Home) – 0:57
15. "Giving Up The Ghost" (Original Version) – 6:13